# Спеціальна освіта
Спеціальна освіта (ще відома як освіта з особливими потребами, альтернативна освіта, спеціальна освіта) — це навчання учнів так, щоб визначити їхні індивідуальні обмеження та особливі потреби. Своєю чергою це підхід індивідуально сплановану організацію навчальних процедур. Це зумовлено для того, щоб особам з особливими потребами могли досягти вищого рівня особистої самодостатності та успіху в школі та в їхній громаді.
Спеціальна освіта хоче забезпечити адаптовану освіту для осіб з обмеженими можливостями, такими як труднощі в навчанні. Учні з обмеженими можливостями, швидше за все, отримають користь від додаткових освітніх послуг, таких як різні підходи до викладання, використання технологій, спеціально адаптована навчальна зона, ресурсна кімната або окремий клас.

## Історія
Раніше учнів з особливими потребами були виключені зі школи. 19 листопада 1975 року Президент Джеральд Форд прийняв Закон про освіту осіб з обмеженими можливостями. Закон надає безкоштовну освіту з послугами для людей з обмеженими можливостями.  Але на жаль все ще відчуження людей з особливими потребами стосується ще близько 23 мільйонів у всьому світі, а особливо в селах та районах країн, що розвиваються. Національний день людей з особливими потребами відзначається щороку 9 грудня.

## Виявлення студентів або учнів з особливими потребами
Деякі діти легко ідентифікуються як кандидати з особливими потребами через їхню історію хвороби. Наприклад, у них може бути діагностовано генетичне захворювання, пов'язане з розумовою недостатністю, і вони можуть страждати від різних форм травм головного мозку, відхилень у розвитку, розладів зору чи слуху, чи інших розладів.
Для студентів з менш очевидними вадами, наприклад, з прикордонною інтелектуальною недостатністю або специфічними труднощами в навчанні (дислексія, дискалькулія тощо), використовуються два основні методи виявлення: відмінні моделі та моделі реакції на втручання. Модель невідповідності залежить від того, чи помічає вчитель, що досягнення учня значно нижчі за очікувані, і тоді вчитель може вирішити, що учень повинен отримати підтримку від спеціаліста зі спеціальної освіти. Перш ніж це станеться, вчителі повинні показати документи про погану успішність. Модель реагування на втручання підтримує раннє втручання.

## Індивідуальні потреби

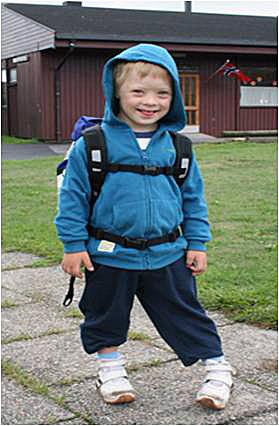
Шестирічний хлопчик у Норвегії з синдромом Дауна готовий до свого першого дня в школі.

### Ефективне навчання для студентів-інвалідів
- Цілеспрямована : кожна дитина повинна мати індивідуальну освітню програму (IEP), яка виділяє її особливі потреби. Дитина повинна отримати ті послуги, які для неї призначені. Ці послуги дозволять їм досягти річних цілей, які оцінюватимуться наприкінці кожного семестру, а також короткострокових цілей, які оцінюватимуться кожні кілька місяців.
- Методи, засновані на дослідженні : було проведено багато досліджень щодо студентів з обмеженими можливостями та найкращого способу їх навчання. Тестування, IQ, співбесіди, модель невідповідності тощо слід використовувати, щоб визначити, куди віддати дитину. Коли це визначено, наступний крок — найкращий спосіб навчання дитини. Існує кілька різних програм, таких як Wilson Reading Program і Direct Instruction.
- Керуючись успішністю студента : хоча цілі IEP можна оцінювати кожні кілька місяців або рік, необхідно проводити постійне неформальне оцінювання. Ці оцінки будуть керівними для вчителя. Учитель зможе визначити, занадто складний чи легкий матеріал.